# خلیج میلنه (خلیج)
خلیج میلنه (انگلیسی: Milne Bay) یک خلیج بزرگ در استان خلیج میلنه، جنوب شرقی پاپوآ گینه نو است.